# هری وین رایت (بازیکن فوتبال)
هری وین رایت (انگلیسی: Harry Wainwright؛ زادهٔ 1899) بازیکن فوتبال اهل بریتانیا است.
از باشگاه‌هایی که در آن بازی کرده‌است می‌توان به باشگاه فوتبال شفیلد یونایتد، باشگاه فوتبال اسکانتورپ یونایتد، باشگاه فوتبال دونکستر راورز، باشگاه فوتبال پورت ویل، و باشگاه فوتبال بوستون تاون اشاره کرد.